# Adrian Legg

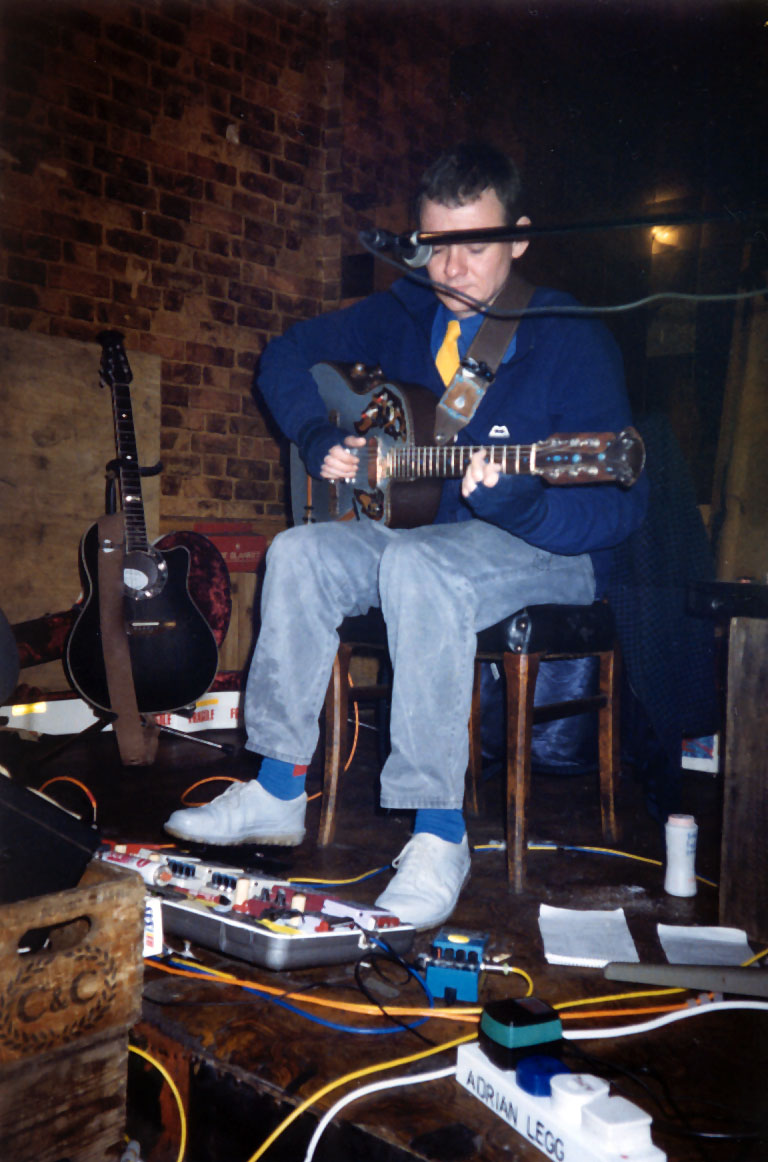
Imagem de Adrian Legg.

Adrian Legg (Londres, 16 de Maio de 1948) é um violonista e guitarrista britânico.
Seu estilo musical é tão difícil de ser encaixado em um gênero, que a crítica acabou denominando de "impossible to categorize".
Participou do projeto G3 em 1996 e 1997, mas não chegou a gravar um cd com este projeto.

## Discografia

### Solo
- 1976 - All Round Gigster (Guitarist Magazine (special project))
- 1983 - Technopicker (Spindrift Records)
- 1985 - Fretmelt (Spindrift Records)
- 1986 - Lost for Words (Making Waves Records)
- 1990 - Guitars & Others Cathedrals (Relativity Records)
- 1992 - Guitar for Mortals (Relativity Records)
- 1993 - Wine, Women & Waltz (Relativity Records)
- 1993 - Mrs. Crowe's Blue Waltz (Relativity Records)
- 1994 - High Strung Tall Tales (Relativity Records)
- 1997 - Waiting for a Dancer (Red House Records)
- 1999 - Finger & Thumbs (Red House Records)
- 2003 - Guitar Bones (Favored Nations Acoustic)
- 2004 - Inheritance (Favored Nations Acoustic)

## Paradas musicais

### Álbum
| Ano  | Álbum                   | Ranking            | Posição | Dia                 |
| ---- | ----------------------- | ------------------ | ------- | ------------------- |
| 1992 | Guitar For Mortals      | Top New Age Albums | #10     | 2 de Maio de 1992   |
| 1993 | Mrs. Crowe s Blue Waltz | Top New Age Albums | #4      | 12 de Junho de 1993 |
| 1990 | Wine, Women             | Top New Age Albums | #11     |                     |

## Prêmios
| Ano  | Prêmio                    | Votação                       | Resultado |
| ---- | ------------------------- | ----------------------------- | --------- |
| 2000 | Guitarist of the Decade   | Guitarist Magazine            | Venceu    |
| 1993 | Best Acoustic Fingerstyle | Guitar Player's Reader's Poll | Venceu    |
| 1994 | Best Acoustic Fingerstyle | Guitar Player's Reader's Poll | Venceu    |
| 1995 | Best Acoustic Fingerstyle | Guitar Player's Reader's Poll | Venceu    |
| 1996 | Best Acoustic Fingerstyle | Guitar Player's Reader's Poll | Venceu    |